# Beierse Successieoorlog
De Beierse Successieoorlog (1778-1779) was een oorlog tussen Pruisen en Oostenrijk waarin Frederik II van Pruisen voorkwam dat Oostenrijk een deel van Beieren in handen kreeg. De oorlog wordt geringschattend ook Aardappeloorlog (Kartoffelkrieg) genoemd vanwege de lange tijd die de Pruisische en Oostenrijkse troepen besteedden aan manoeuvres in Bohemen om de voedselbevoorrading te winnen of te versperren.
Toen met keurvorst Maximiliaan III Jozef in 1777 de Beierse tak van het Huis Wittelsbach uitstierf, sloot Oostenrijk - geregeerd door Maria Theresia en haar zoon Jozef II - met erfgenaam Karel IV Theodoor van de Palts een verdrag waarin deze Neder-Beieren en delen van de Opper-Palts afstond.

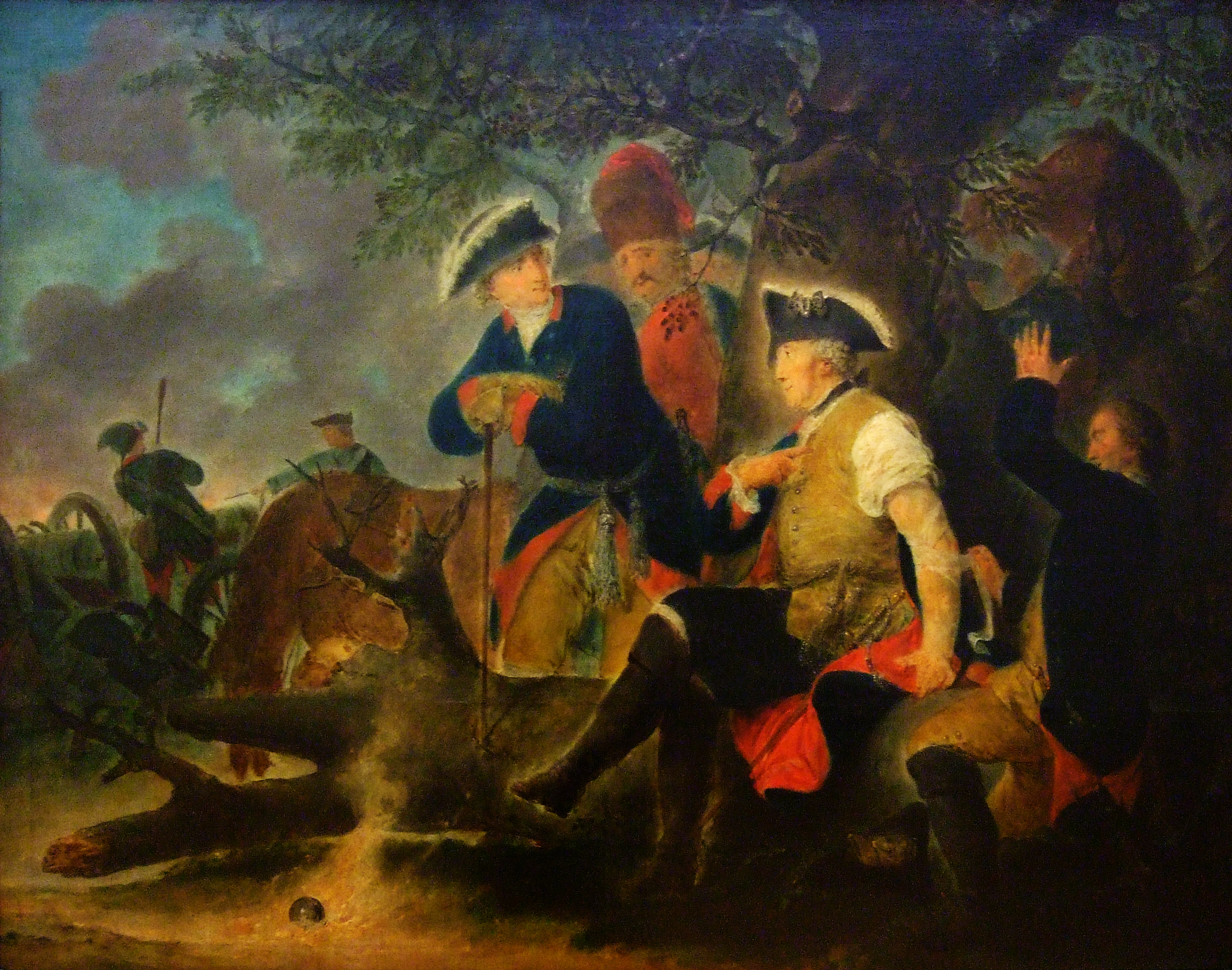
Frederik de Grote en de hospik, ca. 1793-95.

Frederik II wilde een verdere machtsuitbreiding van Oostenrijk echter voorkomen en haalde Karel II August van Palts-Zweibrücken en Frederik August III van Saksen, die beiden ook aanspraak maakten op Beieren, over om protest aan te tekenen. Toen Oostenrijk hieraan geen gehoor gaf, vielen Pruisen en Saksen het Oostenrijkse Bohemen binnen. De inval verliep vrijwel geheel zonder bloedvergieten en werd beëindigd door het Congres van Teschen, waarin door Rusland en Frankrijk bemiddeld werd. Op dit congres werd bepaald dat Oostenrijk afstand deed van vrijwel geheel Beieren (behalve het Innviertel) ten gunste van Karel Theodoor. Voorts mochten Brandenburg-Ansbach en Brandenburg-Bayreuth met Pruisen worden verenigd en kreeg Saksen een schadevergoeding voor het opgeven van zijn aanspraak op Beieren.
De Beierse successieoorlog staat te boek als de laatste oorlog van Frederik de Grote.